# Elia Ravelomanantsoa
Elia Ravelomanantsoa (1960) es una política malgache y directora de Synergy-FCB.
Nacida en Antananarivo, Ravelomanantsoa empezó a trabajar en los negocios cuando tenía 17 años. En 1986, fundó un festival de moda llamado Manja. Desde 1990 hasta 1993, formó parte del comité del Grupo de Reflexión y Acción para el Desarrollo de Madagascar. En 1996, Ravelomanantsoa fundó la Participación Democrática para la Reparación Económica y Social en Madagascar. Teniendo éxito en tiempo limitado, debido a que terminó ganado la comuna de Moramanga.
En 2004, Ravelomanantsoa fue nombrada presidenta del Congreso Global de Mujeres Negras. Actualmente es presidente de Femmes entrepreneurs de Madagascar. Y vicepresidente de Carrefour des entrepreneurs.
En 2006, Ravelomanantsoa se convirtió en la primera mujer en presentarse a la Presidencia de Madagascar, cuando participó en las elecciones presidenciales celebradas en diciembre de ese mismo año. Ravelomanantsoa quedó en séptimo lugar obteniendo el 2.56% de los votos.